# وليمة لأعشاب البحر

غلاف رواية وليمة لأعشاب البحر.

وليمة لأعشاب البحر رواية للأديب السوري حيدر حيدر صدرت عام 1983 في سوريا، تعد هذه الرواية من الأعمال الأدبية المتميزة في الأدب العربي المعاصر.
بعد سبعة عشر عاما وإثر إعادة طبعها في مصر عام 2000م أحدثت جدلاً ومنعها الأزهر بدعوى «الإساءة إلى الإسلام».

## نبدة
تتناول الرواية مواضيع الفقد، والاغتراب، والبحث عن الهوية، وتدور أحداثها حول مناضل شيوعي عراقي هرب إلى الجزائر، غير أنه التقى بمناضلة تعيش عصر انهيار الثورة والخراب الذي لحق بالمناضلين هناك. شخصيات "وليمة لأعشاب البحر" تمثل تجارب إنسانية متنوعة تعكس التحديات النفسية والاجتماعية التي تواجه الأفراد في العالم العربي. يتناول حيدر حيدر في هاته الرواية مواضيع الهوية، الفقد، والصراع من أجل الحرية والكرامة.

## الشخصيات
- مهدي جواد البطل (الراوي): مدرس للغة العربية، عراقي الجنسية، غادر وطنه العراق إلى الجزائر، بعد فشل ثورة عبد الكريم قاسم وبعد يأسه من المستقبل. هي شخصية رئيسية تحمل هموم وأفكار الكاتب. هو شخص مثقف يعبر عن أفكاره وآلامه من خلال سرد الأحداث.
- مهيار البابلي صديق مهدي جواد ويبادله أفكاره الثورية، ,هو أيضا أستاذ، شارك في الثورة المسلحة في الأهوار في جنوب العراق, إلا أنه يختلف عن مهدي في كونه كان مثالياً بقدر ما تسمح له الظروف فنراه مخلصاً لزوجته على طول الرواية رغم الاغراءات المتكررة، كان مهيار صديقا وفيا لمهدي حيث دافع عنه باستماتة أمام مخابرات الحزب. طرد مهيار من الجزائر سبب مجاهرته بالماركسية ودفاعه عن الاشتراكية علناً حتى أثناء الدوام الدراسي وفي حجرة الصف.
- آسيا الأخضر، تلميذة مهدي وهي سليلة المقاوم الأخضر، ترمز للأمل والجمال والفن في زمن الحرب. تتعلق بأستاذها "مهدي جواد" وتنمو بينهما علاقة ودية تنمو شيئا فشيئا. تثور التلميذة على وصاية زوج أمها الدي كان مستبدا على خلاف أبيها المناضل بقولها : "إذا كان رأسك مليئا بالأخماج والميكروبات فنحن أناس أنقياء وشرفاء". يقول السارد على لسان الأستاذ:" حيث لا حب لا توجد حقيقة ، عدم الكون وعدم الحب شيء واحد"، إنها " العلاقة التي تتجاوز اليومي والتجاري والجنسي إلى الحزن والفرح الكامنين في الخلايا". لم يكن الاستاذ يرى في أسيا مجرد امرأة للمتعة الجسدية، فشخصية أسيا ذات بعد إيجابي : فهي تناقش ، تقترح، تقرر بكل جرأة وحرية ، لأنها تتعلم لتتحرر وتستقل ، ولهذا كانت في صورتها، فاعلة ومنفعلة في علاقتها بالرجل/ الأستاذ، وبالمجتمع
- فلة بوعناب المرأة الثائرة التي تحولت بعد الثورة إلى عاهرة

## آراء حولها
في سنة 2000، نشرت جريدة تسمى "صحيفة الشعب"، وهي جريدة تابعة للتيار الإسلامي، سلسلة مقالات للكاتب محمد عباس، يعارض نشر الرواية و يتهم مؤلفها بالكفر والإلحاد، ويطالب بمحاكمة كل المسؤولين عن نشرها، فاضطرت وزارة الثقافة المصرية لسحب الرواية من السوق بعد شهر من نشرها، رغم مواقف الكتاب والشعراء والفنانين الذين ندّدوا بالحملة المنظمة التي تقوم بها جريدة الشعب الإسلامية المصرية على الروائي السوري حيدر حيدر معتبرين أنها "تحريض على القتل". وقال المفكر الراحل الدكتور جابر عصفور الناقد ووزير الثقافة المصرية الأسبق : إن رواية "وليمة لأعشاب البحر" من أفضل الروايات العربية المعاصرة على الاطلاق ومن يتهمونها بالكفر هم مجموعة من جماعات الضغط السياسى الذين يتقنعون تحت أقنعة دينية. بينما اعتبر الكاتب يوسف محمود أن سبب منع الرواية يُعزى إلى أنها تُعرّي ثورات عربية تم إجهاضها أو التآمر عليها ونَسْفها من الداخل.
صدر كتاب تحت عنوان «رواية وليمة لأعشاب البحر في ميزان الإسلام والعقل والأدب» للشاعر والأديب المصري جابر قميحة يتناول الرواية وما جاء فيها من عبارات تأتي خارجة عن حدود الدين الإسلامي… ومتخطية في أحيان أخرى حدود لياقة اللفظ والعبارة,
بعض القراء اعتبرها رواية ملحمية، جريئة، غنية بالمجازات، تدهش القاؤئ وتستدعي وعيه، وتعذبه